# زومي (زومي)
زومي هي إحدى مشيخات المملكة المغربية، تتبع جغرافيا لإقليم وزان وإداريًا لزومي. يقدر عدد سكانها بـ 2770 نسمة حسب الإحصاء الرسمي للسكان والسكنى لسنة 2004.